# Fonds-Verrettes
Fonds-Verrettes (Fonvèrèt en créole) est une commune d'Haïti située dans le département de l'Ouest et dans l'arrondissement de Croix-des-Bouquets. Elle est située à l'est de Port-au-Prince vers la frontière avec la République dominicaine.

## Démographie
La commune est peuplée de 45 491 habitants(recensement par estimation de 2009).

## Histoire
En 1980, Fonds-Verrettes devient une commune à part entière en étant détachée de la commune de Ganthier.

## Administration
La commune est composée d'une seule section communale : « Fonds-Verrettes ».

## Environnement
La déforestation est un grave problème sur le territoire de la commune de Fonds-Verrettes. L'industrie forestière et la coupe sauvage de la part de la population pour avoir du charbon de bois provoque un déboisement qui entraîne des inondations catastrophiques.
Une réserve forestière liée à la Forêts de pins d'Hispaniola a été créée dans la localité de Forêt des Pins.

## Tourisme
Le Ministère de l'agriculture haïtien dispose également d'une vingtaine de chalets meublés dans la zone de la localité de Forêt des Pins, qui peuvent être loués.